# 天津大学建筑工程学院
天津大学建筑工程学院的历史可以追溯至1895年创建的北洋大学土木工程学门。1952年，全国高校院系调整后，津沽大学建筑系、北方交通大学建筑系与天津大学土木系共同组建了天津大学建筑工程系，张湘琳任系主任，徐中任建筑设计教研室主任。
而北洋大学原有的建筑类专业留在西安发展成为今天的西安建筑科技大学。
1997年土木工程系、水资源与港湾工程系、海洋与船舶工程系系合并成立建筑工程学院，下设6个系和1个基础教学中心，并设有岩土工程研究所等十多个科学研究机构，目前在职教职工210人，各类全日制在校生2700余名。
学院设有土木工程（含建筑工程、桥梁工程、地下工程三个专业方向）、水利水电工程、港口航道及海岸工程、船舶与海洋工程（含海洋工程、船舶工程、国际航运管理三个专业方向）4个本科专业；以及工程管理第二学位本科专业，工程造价管理（专科）高职专业。

## 历史沿革
1895年，北洋大学成立，设冶金、机械、法学、工程（土木）四学门。
1933年，土木系分设土木工程组、水利工程组，成立中国第一水工试验所。
1937年，抗战开始，国立北洋工学院归组西安临大、西北联大、西北工学院，开始设水利系。
1970年，水利工程系设立船舶设计与制造和海洋石油建筑工程专业,后更名为船舶工程和海洋工程专业。
1983年，海洋工程和船舶工程专业从水利系分出，组建海洋与船舶工程系。
1987年，水利工程系更名为水资源与港湾工程系。
1997年，土木工程系、水资源与港湾工程系、海洋与船舶工程系合并成立建筑工程学院。

## 行政管理

### 院长
| 职务 | 姓名   | 任期                 | 备注 |
| ---- | ------ | -------------------- | ---- |
| 院长 | 顾晓鲁 | 1997年5月-2000年1月  |      |
| 院长 | 余建星 | 2000年1月-2005年3月  |      |
| 院长 | 练继建 | 2005年3月-2014年6月  |      |
| 院长 | 郑 刚  | 2014年6月-2017年11月 |      |
| 院长 | 韩庆华 | 2017年12月-          |      |

### 党委书记
| 职务     | 姓名   | 任期                  | 备注     |
| -------- | ------ | --------------------- | -------- |
| 党委书记 | 杨进良 | 1997年5月-2000年9月   | 党筹组长 |
| 党委书记 | 杨进良 | 2000年9月-2001年10月  |          |
| 党委书记 | 姜忻良 | 2001年10月-2010年12月 |          |
| 党委书记 | 郑 刚  | 2010年12月-2014年6月  |          |
| 党委书记 | 练继建 | 2014年6月-2019年5月   |          |
| 党委书记 | 韩庆华 | 2019年7月-            |          |